# Cseppdísz

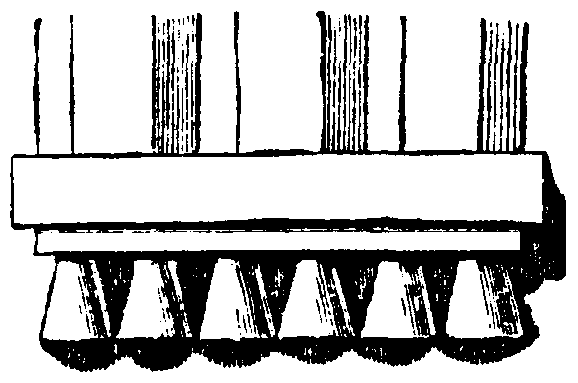
Cseppek

A cseppdísz vagy guttae  a dór oszloprend architrávot díszítő eleme. A párkányról lelógó, kúp vagy hengeres alakú, cseppekhez hasonló elemek sora. A barokk és az azt követő stílustörténeti korszakok is szívesen alkalmazták felületek díszítésére. Némileg hasonlít a fogrovatdíszhez, de attól görög eredete különíti el.